# Victor Lindelöf
Victor Nilsson-Lindelöf (* 17. července 1994, Västerås, Švédsko) je švédský fotbalový obránce a reprezentant, od léta 2017 hráč anglického klubu Manchester United.
Hraje na postu stopera (středního obránce).

## Klubová kariéra
Z Lisabonu odkoupil Manchester United Lindelöfa za částku 31 milionů liber.
Trenér José Mourinho, předchozí sezónu nespokojený s výkony obránců-stoperů Phila Jonese a Chrise Smallinga, měl dát 23letému Lindelöfovi šanci po boku Erica Baillyho.
V předsezónních zápasech v USA působil Lindelöf nejistě a zavinil penaltu proti Realu Madrid.
Právě proti Realu Madrid nastoupil Lindelöf při svém soutěžním debutu za United 8. srpna v utkání o Superpohár UEFA, ve kterém United prohráli 1:2. Debut se mu tedy nezdařil, navíc mu činili potíže výpady soupeřova křídelníka Garetha Balea.
Na domácím stadionu Old Trafford se premiérově představil v úvodním skupinovém utkání Ligy mistrů při výhře 3:0 proti Basileji.
Jeho třetím soutěžním zápasem se stalo střetnutí s Burton Albion ve 3. kole ligového poháru, v němž United vyhráli 4:1.
Do zápasu v Premier League zasáhl poprvé až 14. října proti Liverpoolu (0:0) jako střídající hráč v 92. minutě nastavení.
Lindelöf vstřelil první gól za United dne 30. ledna 2019 proti Burnley a v nastaveném čase – 92. minutě – zachránil remízu vyrovnáním na 2:2.
V této době již netrénoval v klubu Mourinho, ale dočasný trenér Ole Gunnar Solskjaer, který nakonec převzal mužstvo natrvalo.
V úvodu sezóny 2019/20 si „Rudí ďáblové“ poradili s Chelsea a vyhráli 4:0, poprvé od února tak v soutěžním utkání neinkasovali. Lindelöf si ve stoperské dvojici zahrál po boku nákladné posily Harryho Maguireho.
V průběhu září 2019 podepsal smlouvu do roku 2024 s opcí na další rok.
Svůj druhý gól za United vstřelil 1. prosince 2019 v domácím remízovém zápase (2:2) proti Aston Ville z hlavičky po centru Freda.
Dva týdny nato proti Evertonu v lize mu byl připsán vlastní gól v remízovém zápase (1:1) na domácí půdě.
Při březnové výhře 2:0 proti rivalovi Manchesteru City působil z obránců nejjistěji a dobře četl hru.

## Reprezentační kariéra
Victor Lindelöf nastupoval za švédské mládežnické reprezentace od kategorie U17.
Trenér Håkan Ericson jej nominoval na Mistrovství Evropy hráčů do 21 let 2015 konané v Praze, Olomouci a Uherském Hradišti, kde získal se švédským týmem zlaté medaile.
V A-mužstvu Švédska debutoval 24. 3. 2016 v přátelském zápase v Antalyi proti domácí reprezentaci Turecka (porážka 1:2).

## Úspěchy a ocenění
Klubové
Benfica Lisabon
- 3× vítěz Primeira Ligy – 2013/14, 2015/16, 2016/17
- 2× vítěz poháru Taça de Portugal – 2013/14, 2016/17
- 1× vítěz ligového poháru Taça da Liga – 2015/16
- 1× vítěz domácího superpoháru Supertaça Cândido de Oliveira – 2016

Reprezentační
Švédská reprezentace U21
- 1× vítěz Mistrovství Evropy hráčů do 21 let – 2015

Individuální
- 1× Švédský fotbalista roku – 2018